# Pătrăuți
Pătrăuți es una comuna ubicada en el distrito de Suceava, Rumania.

## Superficie
Posee una superficie de 37,73 kilómetros cuadrados.

## Demografía
Hasta 2021 la población era de 4890 habitantes, con una densidad de población de 129,6 habitantes por kilómetro cuadrado.